# Trifurcula moravica
Trifurcula moravica là một loài bướm đêm thuộc họ Nepticulidae. Nó được miêu tả bởi Z. và A. Lastuvka năm 1994. Nó được tìm thấy ở Áo, Cộng hòa Séc và Ý.